# Demonax shuti
Demonax shuti är en skalbaggsart som beskrevs av Dauber 2006. Demonax shuti ingår i släktet Demonax och familjen långhorningar. Inga underarter finns listade i Catalogue of Life.